# 둥즈밍
둥즈밍(중국어: 董枝明, 병음: Dǒng Zhimíng, 1937년 1월 ~ 2024년 10월 20일)은 이전에 베이징시에 있는 척추고생물학 및 고생물학 연구소(IVPP)에 근무했던 중국의 척추고생물학자였다. 1962년 IVPP에서 일하기 시작했으며 당시 이사였던 양중젠 밑에서 공부했다. 많은 공룡의 화석 유적을 묘사했다. 샤시먀오층을 조사하고 설명했다. 일반적으로 화석이 생성되지 않는 쥐라기 중기 지층으로 구성되어 있기 때문에 과학에 중요한 기여를 한다.